# Алкіоней (син Антигона II)
Алкіоней (дав.-гр. Ἀλκυονεύς; загинув у 260-х до н. е.) — син Антигона II Гоната і афінської гетери Демо, старший зведений брат Деметрія II Етолійского.
Про дитинство Алкіонея відомо лиш те, що його вчителем був філософ-стоїк Персей з Кітіона.
Деякі вчені, у тому числі Вільям Тарн, висловлювали припущення про те, що спочатку саме Алкіоней міг розглядатися Антигоном Гонатом як спадкоємець трону. Однак у первинних джерелах немає прямих вказівок на статус Алкіонея при дворі. Плутарх зазначав, що у 272 році до н. е. Алкіоней разом з батьком брав участь у кампанії проти Пірра на Пелопоннессі. У битві на вулицях Аргоса, що завершилася загибеллю царя Епіру, Алкіоней командував одним з македонських загонів. Саме він кинув голову Пірра до ніг Антігона Гоната. Басилевс був вражений цим вчинком сина, він прогнав Алкіонея ударами палки, називаючи його варваром та нечистивцем. Алкіоней був пробачений батьком після того як знайшов Гелена, сина Пірра у лахміттях щиро привітав його та привів до басилевса. Хоча і тоді Антигон зауважив, що Алкіоней повинен був переодягти Гелена, бо його лахміття більше ганьбить не Гелена, а його переможців, тобто Антигона та Алкіонея.
Алкіоней загинув в якійсь битві під час Хремонідової війни. Його смерть датується 265 або 261 роком до н. е.